# Valentin Zykov
Valentin Valentinovitch Zykov (russe : Валентин Валентинович Зыков), né le 15 mai 1995 à Saint-Pétersbourg (Russie), est un joueur professionnel russe de hockey sur glace. Il évolue au poste d'ailier gauche.

## Biographie
Il est formé au HK CSKA Moscou et a joué la saison 2011-2012 avec le Krasnaïa Armia, équipe junior liée au CSKA. En 2012, il quitte la Russie pour le Québec après avoir été sélectionné par le Drakkar de Baie-Comeau de la LHJMQ au repêchage européen de la Ligue canadienne de hockey. Il réalise 75 points, dont 40 buts, à sa première saison avec le Drakkar et remporte notamment la Coupe RDS de la meilleure recrue de la ligue. À l'issue de la saison, il est repêché par les Kings de Los Angeles au deuxième tour, 37e rang au total, lors du repêchage d'entrée dans la LNH.
Après deux autres saisons dans la LHJMQ, il commence sa carrière professionnelle en 2015-2016 avec le Reign d'Ontario, club-école des Kings évoluant dans la LAH. Durant la même saison, le 28 février 2016, les Kings l'échangent aux Hurricanes de la Caroline avec un choix conditionnel au repêchage contre Kris Versteeg. La saison suivante, il joue son premier match dans la LNH avec les Hurricanes le 9 mars 2017 contre les Rangers de New York et marque un but durant cette partie.
Le 30 novembre 2018, il est réclamé au ballottage par les Oilers d'Edmonton. Le 28 décembre, il est de nouveau placé au ballottage. Il est réclamé, le lendemain, par les Golden Knights de Vegas. 

## Statistiques

### En club
| Saison     | Équipe                    | Ligue       |                   | Saison régulière  | Saison régulière  | Saison régulière  | Saison régulière  | Saison régulière |    | Séries éliminatoires | Séries éliminatoires | Séries éliminatoires | Séries éliminatoires | Séries éliminatoires |
| Saison     | Équipe                    | Ligue       | PJ                | B                 | A                 | Pts               | Pun               | PJ               | B  | A                    | Pts                  | Pun                  |                      |                      |
| 2011-2012  | Krasnaïa Armia            | MHL         | 52                | 5                 | 6                 | 11                | 105               | 18               | 0  | 2                    | 2                    | 4                    |                      |                      |
| 2012-2013  | Drakkar de Baie-Comeau    | LHJMQ       | 67                | 40                | 35                | 75                | 60                | 19               | 10 | 9                    | 19                   | 18                   |                      |                      |
| 2013-2014  | Drakkar de Baie-Comeau    | LHJMQ       | 53                | 23                | 40                | 63                | 70                | 22               | 7  | 15                   | 22                   | 14                   |                      |                      |
| 2014-2015  | Drakkar de Baie-Comeau    | LHJMQ       | 16                | 6                 | 12                | 18                | 22                | -                | -  | -                    | -                    | -                    |                      |                      |
| 2014-2015  | Olympiques de Gatineau    | LHJMQ       | 26                | 15                | 13                | 28                | 38                | 11               | 3  | 4                    | 7                    | 20                   |                      |                      |
| 2015-2016  | Reign d'Ontario           | LAH         | 43                | 7                 | 7                 | 14                | 20                | -                | -  | -                    | -                    | -                    |                      |                      |
| 2015-2016  | Checkers de Charlotte     | LAH         | 2                 | 0                 | 0                 | 0                 | 0                 | -                | -  | -                    | -                    | -                    |                      |                      |
| 2016-2017  | Checkers de Charlotte     | LAH         | 66                | 16                | 18                | 34                | 57                | 5                | 0  | 2                    | 2                    | 2                    |                      |                      |
| 2016-2017  | Hurricanes de la Caroline | LNH         | 2                 | 1                 | 0                 | 1                 | 0                 | -                | -  | -                    | -                    | -                    |                      |                      |
| 2017-2018  | Checkers de Charlotte     | LAH         | 63                | 33                | 21                | 54                | 45                | 8                | 4  | 2                    | 6                    | 8                    |                      |                      |
| 2017-2018  | Hurricanes de la Caroline | LNH         | 10                | 3                 | 4                 | 7                 | 2                 | -                | -  | -                    | -                    | -                    |                      |                      |
| 2018-2019  | Hurricanes de la Caroline | LNH         | 13                | 0                 | 3                 | 3                 | 0                 | -                | -  | -                    | -                    | -                    |                      |                      |
| 2018-2019  | Checkers de Charlotte     | LAH         | 6                 | 2                 | 0                 | 2                 | 16                | -                | -  | -                    | -                    | -                    |                      |                      |
| 2018-2019  | Oilers d'Edmonton         | LNH         | 5                 | 0                 | 0                 | 0                 | 2                 | -                | -  | -                    | -                    | -                    |                      |                      |
| 2018-2019  | Golden Knights de Vegas   | LNH         | 10                | 2                 | 0                 | 2                 | 0                 | -                | -  | -                    | -                    | -                    |                      |                      |
| 2019-2020  | Golden Knights de Vegas   | LNH         | 15                | 1                 | 3                 | 4                 | 6                 | -                | -  | -                    | -                    | -                    |                      |                      |
| 2019-2020  | Wolves de Chicago         | LAH         | 29                | 10                | 15                | 25                | 22                | -                | -  | -                    | -                    | -                    |                      |                      |
| 2020-2021  | MODO Hockey               | Allsvenskan | 7                 | 2                 | 2                 | 4                 | 8                 | -                | -  | -                    | -                    | -                    |                      |                      |
| 2021-2022  | SKA Saint-Pétersbourg     | KHL         | 21                | 3                 | 1                 | 4                 | 14                | 7                | 1  | 0                    | 1                    | 4                    |                      |                      |
| 2022-2023  | SKA Saint-Pétersbourg     | KHL         | 54                | 8                 | 16                | 24                | 16                | 16               | 1  | 2                    | 3                    | 6                    |                      |                      |
| 2023-2024  | SKA Saint-Pétersbourg     | KHL         | 52                | 13                | 15                | 28                | 47                | 5                | 0  | 2                    | 2                    | 6                    |                      |                      |
| 2024-2025  | SKA Saint-Pétersbourg     | KHL         | Saison en cours ? | Saison en cours ? | Saison en cours ? | Saison en cours ? | Saison en cours ? |                  |    |                      |                      |                      |                      |                      |
| Totaux LNH | Totaux LNH                | Totaux LNH  | 55                | 7                 | 10                | 17                | 10                | -                | -  | -                    | -                    | -                    |                      |                      |

### En équipe nationale
| Année | Équipe     | Compétition                 |   | PJ | B | A | Pts | Pun                |  | Résultat |
| 2014  | Russie U20 | Championnat du monde junior | 7 | 0  | 0 | 0 | 2   | Médaille de bronze |  |          |

## Trophées et honneurs personnels
- 2012-2013 :
  - nommé dans l'équipe des recrues de la LHJMQ.
  - remporte la Coupe RDS de la meilleure recrue de la LHJMQ.
  - remporte le trophée Michel-Bergeron de la meilleure recrue offensive de la LHJMQ.
  - nommé recrue de la saison de la Ligue canadienne de hockey.
- 2017-2018 : remporte le trophée Willie-Marshall du meilleur buteur de la LAH.